# 슈퍼 노트
《슈퍼 노트》는 2022년 방영 예정인 드라마이다.

## 소개
부도 명예도 권력도 돈 하나만 있으면 얻을 수 있는 세상!
5년 전 카지노 달러 위조지폐 사건에 휘말려 모든 것을 잃었던
전 국정원 금융범죄 전담팀 팀장 기태는 100달러 짜리 위조 지폐를 입에 물고 죽은 남자가
5년 전 사건과 연관되어 있다는 것을 알고 다시 일선에 뛰어들게 된다.
얼마 뒤 마찬가지로 5년 전의 일로 감방에 수감되었던
위조지폐 계 최고의 아티스트인 수현이 제 발로 국정원을 찾아오게 되면서
수현과 기태는 본격적으로 이 모든 일의 중심에 있던 남자 J를 추적하기 시작한다.
J와 슈퍼노트의 실체를 파헤쳐갈수록 기태는 이 사건의 뒤편에 국가를 뒤흔들 초대형 금융 범죄가 있다는 것을 알게 된다.
그것은 바로 곧 시중에 슈퍼노트 오천억이 풀린다는 것!
아주 정교하게 만들어진 초정밀 위조 지폐
슈퍼 노트를 둘러싸고 각자의 욕망을 충족하려는 이들이 제대로 충돌한다!

## 등장인물

### 주요 인물
- 유지태 : 수현 역

5년 전의 일로 감방에 수감 되었던 위조지폐 계 최고의 아티스트
- 곽도원 : 기태 역

5년 전 카지노 달러 위조지폐 사건에 휘말려 모든 것을 잃었던 전 국정원 금융범죄 전담팀 팀장
- 이범수 :

### 그외 인물
- 천호진 :

### 여담
- 슈퍼노트는 현재 제작 초읽기에 들어갔으며 정확한 편성 시기는 정해지지 않았다.

- 이범수의 드라마 복귀는 지난 2015년 JTBC 라스트이후 7년 만에 드라마 복귀작이다.

- 슈퍼노트에서 빌런즈로 제목이 변경되었다.

- OTT 서비스 로 방영될 예정이다. 10부작으로 주연 캐스팅은 완료된 상태이다.

- 슈퍼노트는 히어로물이다.

- 슈퍼노트 뜻은 초정밀 위조 지폐라는 뜻이다.